# شعب سيكاني

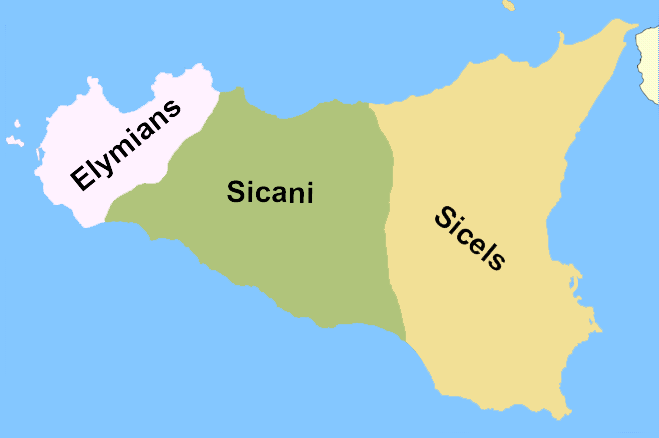
خريطة تقريبية لانتشار الشعوب الصقلية القديمة.

السيكانيون (باليونانية:Σικανοί أو سيكانوي) هي قبيلة إيليرية و هم أحد ثلاثة شعوب قديمة سكنت صقلية الحالية في وقت الاستعمار الفينيقي واليوناني.